# Erich Kühn (Maueropfer)

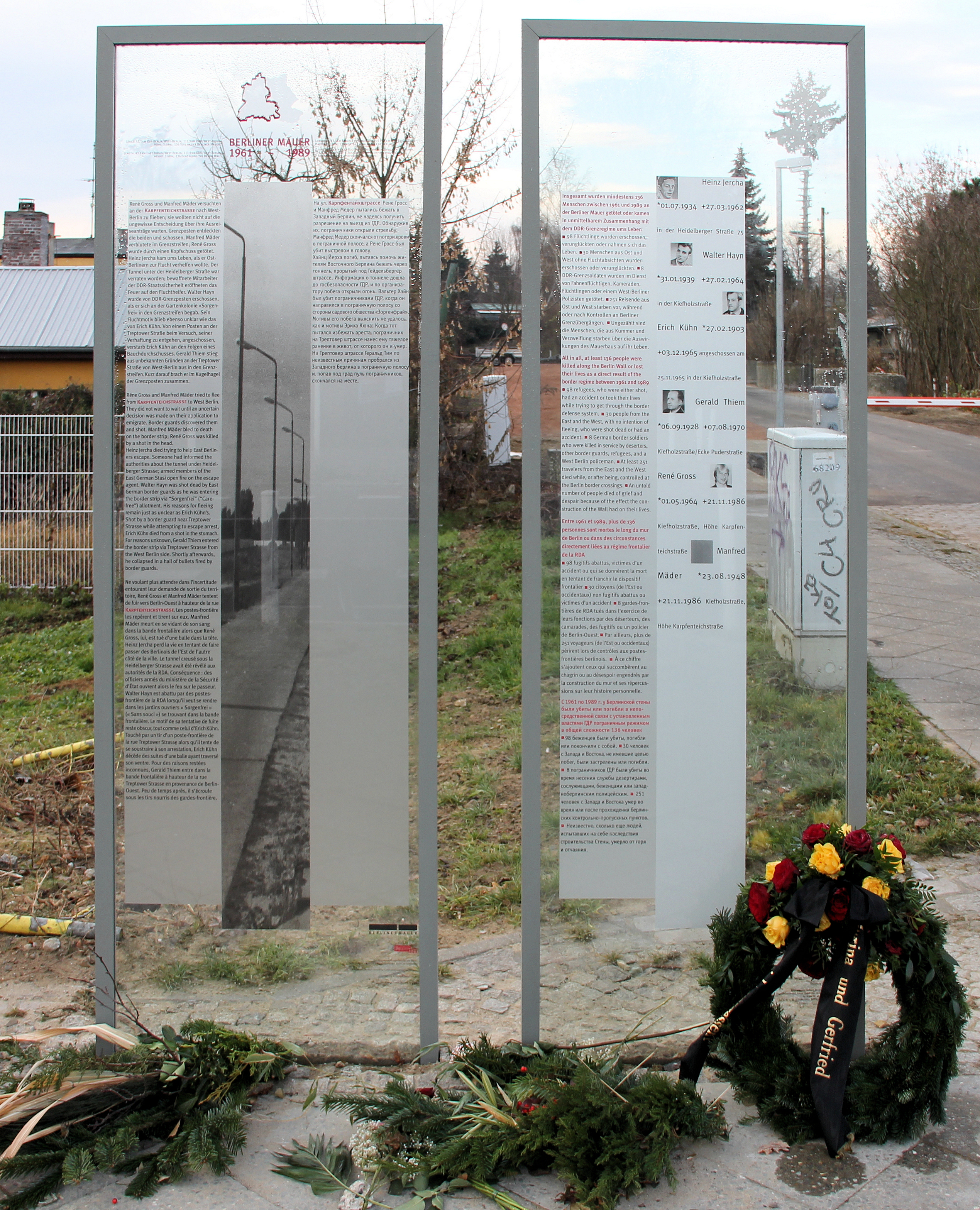
Gedenktafel, Kiefholzstraße 79, in Berlin-Plänterwald

Erich Kühn (* 27. Februar 1903 in Landsberg an der Warthe; † 3. Dezember 1965 in Ost-Berlin) war ein Todesopfer an der Berliner Mauer. Angehörige der Grenztruppen der DDR erschossen ihn bei einem Fluchtversuch.

## Leben
Im Alter von neun Jahren kam er nach Berlin. Da er keine Berufsausbildung hatte, war er als Hilfsarbeiter bei unterschiedlichen Stellen beschäftigt. Bis 1942 geriet er mehrfach wegen Diebstahl und Urkundenfälschung mit dem Gesetz in Konflikt und saß ein. In der Nachkriegszeit fiel er den Behörden mit Schwarzmarkttätigkeiten auf. 1953 wurde er zu einer Freiheitsstrafe von sechs Jahren verurteilt, weil er ein 13-jähriges Mädchen vergewaltigte, das von ihm schwanger wurde und eine Tochter gebar. Nach der Haftentlassung trennte er sich 1960 von seiner zweiten Frau und heiratete erneut. Diese dritte Ehe wurde 1964 geschieden. Beruflich war er weiter in Aushilfstätigkeiten beschäftigt, bis zum Mauerbau auch als Grenzgänger. Einen Teil des Monats vor seinem Fluchtversuch verbrachte er in der Nervenheilanstalt eines Ost-Berliner Krankenhauses. Aus in seiner Wohnung gefundenen Unterlagen ging hervor, dass er verschuldet war und ihm an seiner letzten Arbeitsstelle gekündigt wurde.
Am 26. November 1965 ging er zur Kiefholzstraße in Berlin-Treptow, um dort über die stillgelegten Gleise der S-Bahn zwischen den Haltestellen Treptower Park und Sonnenallee nach West-Berlin zu fliehen. Er schlich am Bahndamm entlang Richtung Westen, als er durch ein Geräusch die Aufmerksamkeit zweier Grenzsoldaten erregte. Diese konnten wegen der Dunkelheit nichts sehen und schossen, nach telefonischer Rückversicherung bei ihrem Vorgesetzten, mit der Dienstwaffe vom Typ AK-47 in die Büsche. Dabei trafen sie den Flüchtenden in den Bauch. Ins Krankenhaus der Volkspolizei verbracht, verstarb er acht Tage später an einer Bauchfellentzündung.
Der Schütze, sein Postenführer und der Vorgesetzte wurden 1995 vom Landgericht Berlin zu Jugend- und Freiheitsstrafen von jeweils einem Jahr verurteilt, die zur Bewährung ausgesetzt wurden.